# Арапски национализам
Арапски национализам (арап. القومية العربية) је политичка идеологија која тврди да Арапи чине једну нацију. Као традиционална националистичка идеологија, промовише арапску културу и цивилизацију, слави арапску историју, арапски језик и арапску књижевност. Често се позива и на уједињење арапског друштва. Заснована је на претпоставци да људи арапског света, од Атлантског океана до Арапског мора, чине једну нацију повезану заједничким идентитетом: етничком припадношћу, језиком, културом, историјом, географијом и политиком.
Један од главних циљева модерног арапског национализма је ослобађање арапског света од утицаја западног света и уклањање оних арапских влада које се сматрају зависним од западне хегемоније. Овај облик идеологије је утемељен у непожељном исходу Арапског устанка. Успешно постижући свој примарни циљ распада Османског царства, арапски побуњеници су истовремено омогућили поделу своје наводно уједињене арапске државе од стране западних сила. Антизападно расположење је расло, како су се арапски националисти централизовали око новооткривеног палестинског циља, промовишући став да ционизам представља егзистенцијалну претњу територијалном интегритету и политичком статусу кво целог региона, и да је настали арапско-израелски сукоб био директно повезан са западним империјализмом због Балфурове декларације. Арапско јединство сматрано је неопходним инструментом за „обнову овог изгубљеног дела“ нације, што је заузврат значило елиминисање „остатака“ страног колонијализма. Арапски национализам се појавио почетком 20. века као опозициони покрет у арапским провинцијама Османског царства, а касније се развио у доминантну идеолошку снагу у арапском свету. Његов утицај се постепено ширио током наредних година. До 1950-их и 1960-их, египатски лидер Гамал Абдел Насер заговарао је арапски национализам, а политичке странке попут Баас партије и Арапског националистичког покрета показале су изузетне способности за мобилизацију, организовање и тајне активности. Чинило се да је ова идеологија у порасту широм независних арапских држава.
Његов утицај је почео да опада у наредним деценијама, са порастом национализма националних држава који је углавном промовисала свака арапска држава и појавом исламског радикализма који је попунио насталу празнину. Међутим, идеологија је у целини почела да опада широм арапског света након одлучујуће израелске победе у Шестодневном рату. Иако је панарапски национализам изгубио на привлачности до 1990-их, наставио је да врши интелектуалну хегемонију широм арапског света.
Значајне личности и групе које се повезују са арапским национализмом укључују Хусеина бин Алија, Фајсала I од Ирака, Гамала Абдела Насера, Јасера Арафата, Џорџа Хабаша, Мишела Афлака, Ахмеда Бен Белу, Муамера Гадафија, Садама Хусеина, Арапски националистички покрет, Организацију за ослобођење Палестине и Арапску социјалистичку партију Баас.

## Идеологија
Арапски националисти верују да је арапска нација постојала као историјски ентитет пре појаве национализма у 19. и 20. веку. Арапска нација је формирана постепеним успостављањем арапског језика као језика комуникације и појавом ислама као религије и културе у региону. И арапски језик и ислам служили су као стубови нације. Према речима писца Јусефа М. Чуеирија, арапски национализам представља „свест Арапа о њиховим специфичним карактеристикама, као и њихов напор да изграде модерну државу способну да представља заједничку вољу нације и свих њених саставних делова“.
Унутар арапског националистичког покрета постоје три главне идеје: идеја арапске нације, арапског национализма и панарапског јединства. Арапски устанак у Палестини 1936–1939. довео је до оснивања арапске националистичке Баас партије, која тврди да је арапска нација група људи који говоре арапски, насељавају арапски свет и који осећају да припадају истој нацији, идеологије које су настале из дела Сатија ел Хусрија. Арапски национализам је „збир“ карактеристика и квалитета ексклузивних за арапску нацију, док је панарапско јединство модерна идеја која предвиђа да се одвојене арапске земље морају ујединити и формирати јединствену државу под једним политичким системом.
Локални патриотизам усмерен на појединачне арапске земље укључен је у оквир арапског национализма почев од 1920-их. То је постигнуто позиционирањем Арабијског полуострва као домовине семитских народа (Хананаца, Арамејаца из Леванта, Асираца, Вавилонаца из Месопотамије) који су мигрирали широм Блиског истока у античко доба  или повезивањем других преисламских култура, попут оних из Египта и Северне Африке и Афричког рога, у еволуирајући арапски идентитет.
Савремени арапски језик заправо има две различите речи које се на енглески могу превести као „национализам“: qawmiyya قومية, изведена од речи qawm (што значи „племе, етничка припадност“), и wataniyya وطنية, изведена од речи watan (што значи „домовина, земља завичаја“). Термин кавмија значи везаност за арапску нацију, док ватанија значи лојалност једној арапској држави. Ватанија се понекад омаловажава као „регионализам“ од стране оних који сматрају панарабизам једином легитимном варијантом арапског национализма.
У годинама после Другог светског рата, концепт кавмије „постепено је добијао левичарску конотацију, позивајући на... стварање револуционарног арапског јединства“. Групе које су заступале ово гледиште залагале су се за опозицију, насилну и ненасилну, против Израела и против Арапа који нису заступали ово гледиште. Особа која се највише поистовећује са кавмијом био је Гамал Абдел Насер из Египта, који је користио и војну и политичку моћ да би ширио своју верзију панарапске идеологије широм арапског света. Иако кавмија и данас остаје моћна политичка снага, Насерова смрт и арапски пораз у Шестодневном рату ослабили су веру у овај идеал. Тренутна доминантна идеологија међу арапским креаторима политике померила се ка ватанији.

## Историја

### Порекло
Током касног 19. века, почев од 1860-их, у интелектуалним круговима са седиштем у Леванту и Египту развио се осећај лојалности према „домовини“, али не нужно и према „арапској домовини“. Развио се из посматрања технолошких успеха Западне Европе које су приписивали превладавању патриотизма у тим земљама. Током овог периода, велики прилив хришћанских мисионара и просветних радника из западних земаља омогућио је оно што је названо „арапским политичким препородом“, што је резултирало оснивањем тајних друштава унутар царства.
Прво је такође било могуће захваљујући утицају интелектуалног покрета изазваног ширењем новинарства које користи обједињујући језик, стварањем новина на арапском језику, као и објављивањем арапског речника и енциклопедије крајем 1860-их и почетком 1870-их. Ово је омогућило довођење у питање (иако ограничено) османске моћи. Сходно томе, током 1860-их, књижевност настала на Машрику (Левант и Месопотамија), који је у то време био под османском контролом, садржала је емотивни интензитет и снажно осуђивала османске Турке због „издаје ислама“ и домовине хришћанском Западу. По мишљењу арапских патриота, ислам није увек био у „жалосном стању“ и приписивали су војне тријумфе и културну славу Арапа појави религије, инсистирајући да је сам европски модернизам исламског порекла. Османлије су, с друге стране, одступиле од правог ислама и стога су претрпеле пад. Реформистичке османске и египатске владе окривљене су за ситуацију јер су покушале да позајме западне праксе од Европљана које су сматране неприродним и корумпираним. Став арапских патриота био је да исламске владе треба да оживе прави ислам, што би заузврат отворило пут успостављању уставне представничке владе и слободе која је, иако исламског порекла, била манифестована на Западу у то време.
Арабизам и регионални патриотизам (као у Египту или Леванту) су се мешали и стекли превласт над османизмом међу неким Арапима у Сирији и Либану. Ибрахим ел-Јазиџи, либански хришћански филозоф, позвао је Арапе да „поврате изгубљену древну виталност и одбаце турски јарам“ 1868. године. Тајно друштво које је промовисало овај циљ формирано је крајем 1870-их, а ел Јазиџи је био члан. Група је поставила транспаренте у Бејруту позивајући на побуну против Османлија. У међувремену, други значајни људи из Либана и Дамаска, углавном муслимани, формирали су сличне тајне покрете, иако су се разликовали, јер су хришћанске групе које нису фаворизовале арабизам захтевале потпуно независан Либан, док су муслиманска арапска друштва углавном промовисала аутономну Велику Сирију која је и даље под османском влашћу.
Још 1870. године, сиријски хришћански писац Франсис Мараш је разликовао појам домовине од појма нације. Примењујући други на Велику Сирију, указао је на улогу коју језик, поред обичаја и веровања у заједничке интересе, игра у дефинисању националног идентитета. Ову разлику између домовине и нације направио је и Хасан ел-Марсафи 1881. године. До почетка 20. века, групе муслиманских Арапа прихватиле су арапски националистички „самопоглед“ који ће пружити основу арапске националистичке идеологије 20. века.
Ова нова верзија арапског патриотизма била је директно под утицајем исламског модернизма и препорода Мухамеда Абдуха, египатског муслиманског научника, и Џамала ел-Дина ел-Афганија, иранског политичког активисте. Обојица су поделили своје мисли о реформи исламских друштава објављујући у часопису al-Urwah al-Wuthqa. Абдух је веровао да су муслимански преци Арапа подарили „рационалност човечанству и створили основе модерности“, које је Запад позајмио. Дакле, док је Европа напредовала од усвајања модернистичких идеала истинског ислама, муслимани су подбацили, искваривши и напустивши истински ислам. Ал-Афгани је за поделу међу муслиманима окривио европски утицај. Стога се залагао за панмуслиманско јединство као пројекат ревитализације ислама као кохезивне силе против западног колонијализма, и тврдио да су потребна нова тумачења ислама како би се суочило са питањима која поставља модерност. Њихови следбеници би стварали сопствене часописе и политичке странке како би развијали ове идеје. Абдух је посебно утицао на модерни арапски национализам, јер би оживљавање предака правог ислама (који су били Арапи) такође постало оживљавање арапске културе и обнављање арапске позиције као лидера исламског света. Један од Абдухових следбеника, Абд ел-Рахман ел-Кавакиби, отворено је изјавио да Османско царство треба да буде и турско и арапско, при чему би арапско царство требало да има верско и културно вођство због њихове историјске улоге у раној муслиманској заједници.

### Успон модерног арапског национализма
Године 1911, арапски интелектуалци и политичари из целог Леванта основали су у Паризу ал-Фатат („Младо арапско друштво“), арапско националистичко тајно друштво и клуб. Њен декларисани циљ био је „подизање нивоа арапске нације на ниво модерних нација“. У првих неколико година свог постојања, ал-Фатат је позивао на већу аутономију унутар уједињене османске државе, а не на арапску независност од царства. Ал-Фатат је био домаћин Арапског конгреса 1913. године у Паризу, чија је сврха била да се разговара о жељеним реформама са другим неистомишљеницима из арапског света. Такође су тражили да арапски регрути османске војске не буду обавезни да служе у неарапским регионима осим у време рата. Међутим, како су османске власти пооштриле активности и чланове организације, ал-Фатат је отишао у илегалу и захтевао потпуну независност и јединство арапских провинција.
Националистички настројени појединци постали су истакнутији током година опадања османске власти, али идеја арапског национализма практично није имала утицаја на већину Арапа, јер су себе сматрали лојалним поданицима Османског царства. Британци су, са своје стране, подстакли шерифа Меке да покрене Арапски устанак током Првог светског рата. Османлије су поражене, а побуњеничке снаге, лојалне Шерифовом сину Фејсалу ибн ел Хусејну, ушле су у Дамаск 1918. године. До тада се Фејсал, заједно са многим ирачким интелектуалцима и војним официрима, придружио ал-Фатату, који ће чинити окосницу новостворене арапске државе која се састојала од већег дела Леванта и Хиџаза.
Дамаск је постао координациони центар арапског националистичког покрета јер се сматрао родним местом идеологије, седиштем Фејсала, првог арапског „суверена“ након скоро 400 година турске власти, и зато што су националисти целог региона Машрек били упознати са њим. Ипак, Јерусалим, Бејрут и Багдад су остали значајне базе подршке. Након стварања Фејсалове државе, постала је видљива озбиљна тензија унутар арапског националистичког покрета. Настао је сукоб између највишег идеала идеологије о формирању јединствене независне јединице која би обухватала све земље које деле арапски језик и наслеђе и тенденције да се да предност локалним амбицијама.
Дошло је до раздора између старијих националистичких чланова разних сиријских градских породица и генерално млађих националиста који су се зближили са Фајсалом, његових хиџази трупа, ирачких и сиријских војних официра и палестинских и сиријских интелектуалаца. Старију гарду је углавном представљао Рида-паша ел-Рикаби, који је служио као Фајсалов премијер, док млађа гарда није имала једног одређеног вођу. Међутим, омладина унутар ал-Фатата основала је Арапску странку за независност („ал-Истиклал“) у фебруару 1919. године. Његов циљ је био постизање јединства и потпуне арапске независности. Међу истакнутим члановима били су Изат Дарваза и Шукри ал Куватли. Са седиштем у Дамаску и огранцима у разним градовима широм Леванта, ал-Истиклал је добијао политичку и финансијску подршку од Фајсала, али се ослањао на ужи круг ал-Фата да би преживео.
Током рата, Британија је била главни спонзор арапске националистичке мисли и идеологије, првенствено као оружје које се користило против моћи Османског царства. Иако је арапским снагама обећана држава која обухвата већи део Арабијског полуострва и Плодног полумесеца, тајни споразум Сајкс-Пико између Британије и Француске предвидео је територијалну поделу већег дела тог региона између две империјалне силе. Током међуратних година и периода британског мандата, када су арапске земље биле под француском и британском контролом, арапски национализам је постао важан антиимперијални опозициони покрет против европске власти.

### Раст покрета
Након успостављања британског и француског мандата, догодио се низ арапских побуна против европских сила. Падом Османског царства настао је нови облик колонијалне контроле. Пошто је систем мандата омогућио Британији и Француској да наставе своје присуство у региону. Негодовање због британске владавине кулминирало је Ирачким устанком 1920. године. Устанак, који су спровели градско становништво, као и сеоска племена Ирака, завршио се 1921. године. Британци су након тога драстично променили своју политику у Ираку. Иако је мандат званично још увек био на снази, британска улога је практично сведена на саветодавну. Године 1925, Друзи јужне Сирије под вођством султана ел-Атраша побунили су се против француске власти. Побуна се потом проширила широм Сирије, посебно у Дамаску где је дошло до устанка грађана. Французи су одговорили систематским бомбардовањем града, што је резултирало хиљадама смртних случајева. Побуна је угушена до краја године, али се приписује да је приморала Французе да предузму додатне кораке како би осигурали сиријску независност. У Египту, негодовање због британске хегемоније довело је до широких побуна широм земље 1919. године. Као резултат трогодишњих преговора након устанка, Британци су пристали да одобре званичну независност Египта 1922. године, али је њихова војска и даље имала велики утицај у земљи. Политички лидери египатске револуције заступали су египатски национализам, а не арапску националистичку алтернативу.
Релативна независност Египта, Ирака, Саудијске Арабије и Северног Јемена подстакла је арапске националисте да изнесу програме акције против колонијалних сила у региону. Према речима историчара Јусефа Чуеирија, „први јавни наговештаји“ панарапског приступа догодили су се 1931. године, током конвенције Светског исламског конгреса у Јерусалиму, која је истакла муслиманске страхове од све већег раста ционизма у Палестини. Арапски делегати су одржали посебну конференцију и по први пут су се делегати из Северне Африке, Египта, Арабијског полуострва и Плодног полумесеца састали како би разговарали о арапским питањима. Проглашен је панарабистички пакт који се заснивао на три главна члана: арапске земље чине интегралну и недељиву целину, стога арапска нација не прихвата нити признаје поделе било које природе којима је била изложена, сви напори у свакој арапској земљи треба да буду усмерени ка постизању потпуне независности унутар једног јединственог јединства. Против сваког подухвата који ограничава политичке активности на локална или регионална питања треба се борити, а пошто је колонијализам, у свим својим облицима и манифестацијама, неспојив са достојанством и најважнијим циљевима арапске нације, арапска нација га одбацује и одупираће му се свим средствима која су јој на располагању.
Удружење алжирских муслиманских улема, основано 1931. године, био је велики исламистички и арапски националистички покрет у француском Алжиру. Њен мото је био „Ислам је наша религија, Алжир је наша домовина, арапски је наш језик“, и наглашавао је арапско-исламски национални идентитет Алжира, постајући најјачи бранилац арапске и муслиманске културе и главни пружалац образовања на арапском језику. Његов оснивач Абделхамид ибн Бадис идентификовао је ислам, арабизам и национализам као три главне компоненте алжирског националног карактера, различитог од француског, док је његов колега Ахмад Тавфик ел-Мадани (1889–1983) написао опсежне историјске списе на арапском језику славећи муслиманске и арапске претке Алжира. Удружење је такође привукло пажњу алжирске јавности на оно што се дешавало у мандатној Палестини, описујући догађаје у Палестини 1936. године као „увреду за све муслиманске земље и деградацију арапизма“, а догађаје 1947. године као „тест који је Бог поставио да би испитао веру муслимана и Арапа“. Такође је наглашен став да Палестина припада свим Арапима, а не само Палестинцима. Године 1955, придружила се побуни арапског националистичког Националноослободилачког фронта против Француске у Алжирском рату.
Направљени су планови за конференцију у блиској будућности, али никада нису одржани због Фејсалове смрти 1933. године (делегати су изабрали Фејсала из Ирака за свог покровитеља, а он је пристао да пружи моралну и материјалну подршку покрету) и жестоког британског противљења. Међутим, Арапску странку за независност формирали су палестински и ирачки активисти из ал-Фатата као директан резултат конференције у Јерусалиму 13. августа 1932. године. Већина активности Арапске партије независности била је усмерена на палестинско политичко поље, али је странка такође радила на постизању арапског јединства и солидарности, као средства за јачање арапског отпора против британског мандата у Палестини и повећаног јеврејског насељавања. У августу 1933. године, Лига националистичке акције основана је у Либану од стране професионалних државних службеника образованих на Западу са циљем стварања заједничког арапског тржишта и индустријске базе, као и укидања царинских баријера између арапских земаља. Предлажући аграрне реформе којима би се ограничила моћ земљопоседника, укидајући оно што су сматрали „феудализмом“ и промовишући раст индустрије, Лига националистичке акције је настојала да поткопа одсутне земљопоседнике у Леванту који су тежили да подстичу локални национализам и били отворени за сарадњу са европским властима или јеврејским купцима земље. Лига националистичке акције је уживала извесни ниво популарности током 1930-их, али није преживела до 1940-их.
Након убиства сиријског арапског герилског вође Иза ад-Дина ел-Касама од стране британских снага у Јабаду, арапско-јеврејске тензије у Палестини достигле су врхунац. Антиционистичка расположења достигла су врхунац 15. априла 1936. године, када је наоружана група Арапа убила јеврејског цивила након што је пресрела његов аутомобил у близини села Бала. Након што су Јевреји узвратили убиством два арапска фармера у близини Јафе, то је изазвало арапски устанак у Палестини. Арапска партија независности је, заједно са палестинским значајним личностима, изабрао популарног вођу и великог муфтију Јерусалима, Амина ел Хусеинија, да предводи устанак. Виши арапски комитет, национални комитет који окупља арапске фракције у Палестини, основан је ради координације устанка. У знак протеста против повећане јеврејске имиграције, проглашен је генерални штрајк, а убрзо је уследио политички, економски и друштвени бојкот Јевреја.
Догађаји у Палестини уследили су након сличних антиколонијалних активности у Египту, Сирији и Алжиру које су помогле да се инспирише устанак. У Египту су недељне антибританске демонстрације на крају резултирале враћањем египатског устава, док је у Сирији генерални штрајк одржан у јануару-фебруару 1936. довео до великих преговора о споразуму о независности са француском владом. Британци су заузели чврст став против националистичке побуне у Палестини, распустивши Виши арапски комитет и приморавши ел Хусејнија на изгнанство у Либан 1937. године. У Алжиру, непријатељство према јеврејској заједници довело је до напада у Константину лета 1934. године у којем је убијен велики број Јевреја, као одговор на догађаје у Палестини. Ел-Хусејни, који је више нагињао палестинском национализму, био је кључан у организовању панарапске Блуданске конференције 9. септембра 1937. у Сирији, која је окупила 524 делегата из целог арапског света, иако сам Ел-Хусејни није био присутан. Према речима аутора Адиба Давише, иако је устанак угушен до 1939. године, он је у великој мери „допринео расту арапског националистичког расположења“ и започео развој „солидарности“ између арапских влада.
У међувремену, у Ираку је 1938. године формирано тајно арапско националистичко друштво које је постало познато као Арапска националистичка партија. Арапска националистичка партија се обично ограничавала на утицај на догађаје и лидере у Ираку, уместо да преузме вођство масовног националистичког покрета. Краљ Гази из Ирака био је један такав вођа. Гази је намеравао да изгради јаку ирачку војску и активно је тежио анексији Кувајта. Многи арапски националистички политичари из Кувајта, који су се залагали за независност, посебно након открића нафте тамо 1938. године, добили су сигурно уточиште у Ираку након што су били репресирани од стране квази-владара шеика, породице Ал Сабах (Кувајт је у то време још увек био британска територија). Гази је погинуо у саобраћајној несрећи 1939. године, што је навело неколико његових војних официра да тврде да је краља убила британска војска. Исте године, ел Хусејни је стигао у Багдад након бекства из Либана, дајући морални подстицај панарапској димензији у ирачкој политици. Тадашњи премијер, Нури ел-Саид и краљ-регент Абд ел-Илах, нису гајили панарабистичке симпатије које је Гази заступао.
Рашид Али ел-Гајлани је наследио ел-Саида на месту премијера у марту 1940. године и заузео је неутралан став у вези са Другим светским ратом, отварајући дијалог са немачком владом која је била у рату са Британијом. Под великим притиском потоњих, ел-Гајлани је поднео оставку 31. јануара 1941. године, а ел-Саид је заузео његово место. Уочено британско мешање у унутрашње послове Ирака разљутило је арапске националистичке официре у војсци, што је довело до тога да једна група њих у априлу свргне владу и постави ал-Гајланија за премијера. Да би се супротставио британском војном одговору на пуч, ел-Гајлани је затражио подршку Немачке, али немачка војска није стигла да помогне арапској националистичкој влади. Пошто је пронемачка Вишијевска Француска преузела контролу над суседном Сиријом, Британија је поново окупирала Ирак у мају како би спречила његово придруживање силама Осовине. До 1. јуна, ел-Гајлани и ел-Хусејни су побегли у Немачку, док су војни официри који су извршили пуч заробљени и погубљени.
Ел-Хусејни се све више упознавао са Адолфом Хитлером, нацистичким вођом Немачке, и другим нацистичким званичницима и покушао је да координира нацистичку и арапску политику како би решио оно што је сматрао „јеврејским проблемом“ у Палестини. У једном од муфтијиних говора, замолио је Арапе да се уједине и „убијају Јевреје где год их нађу“. Током Другог светског рата, нацистичка влада, желећи да искористи широко распрострањена антиимперијалистичка осећања на Блиском истоку, емитовала је антисемитске поруке прилагођене муслиманима који говоре арапски на Блиском истоку путем радија.
Сукоб у Ираку изазвао је бес и фрустрацију широм арапског света, а Британци су признали брзи раст арапског националистичког осећања међу арапским становништвом, чији су велики делови догађаје у Ираку видели као храбру борбу против империјализма. Британски министар спољних послова, Ентони Иден, званично је изјавио да Британија подржава снажне панарапске везе у покушају да ублажи антибританска расположења у региону. Догађаји у региону утицали су на стварање Арапског унијског клуба у Египту 1942. године, који је позивао на развој јачих веза између Египта и арапског света. Накнадно су отворене филијале у Багдаду, Бејруту, Јафи и Дамаску, а египатски премијер Мостафа ел-Нахас је усвојио њихову платформу, обећавајући да ће помоћи у заштити „интереса и права сестринских арапских земаља“ и истражити „питање арапског јединства“.

### Оснивање Арапске лиге
Ривалство за вођство арапског света развило се углавном између политичких установа Ирака и Египта у периоду након неуспеха пуча Рашида Алија. Иденова изјашњена подршка јачању веза са Арапима охрабрила је Нурија ел-Саида из Ирака да предложи сопствени план за арапско јединство у јануару 1943. године, назван „Унија плодног полумесеца“. План је препознао језичке, културне и економске везе између држава региона плодног полумесеца, као и разлике између њихових становника. Тежило је уједињењу тих држава у фазном процесу, где би се у почетној фази ујединиле Сирија, Трансјордан, Палестина и Либан, са ограниченом аутономијом датом Јеврејима у Палестини и посебним правима за хришћане у Либану. Након тога, левантинска држава и Ирак би формирали Арапску лигу, којој би се могле придружити и друге арапске државе, а која би надгледала питања одбране, спољне политике, царине, валуте и заштите мањина. Предлог је одражавао комбинацију фактора, наиме експанзионистичке амбиције Хашемита, покушај ирачке политичке установе да обезбеди плашт арапског вођства у свом ривалству са Египтом и истинско прихватање арапског идентитета од стране ирачких лидера.
Египатска влада Нахас-паше покренула је ривалску иницијативу за успостављање ближих међуарапских односа и послала делегације у неколико арапских држава. Утицајне арапске националистичке личности у земљи настојале су да истакну арапски карактер Египта, а најистакнутији међу њима, Абдул Рахман ел-Азам, чак је написао „Египат је био арапска земља пре Христа“. Очигледно египатско прихватање арабизма наишло је на опште арапско одушевљење у народу, а Пашини напори су добили већу подршку међу разним арапским владама него ел-Саидов предлог о Плодном полумесецу. Разлози за то су се кретали од антипатије саудијске краљевске породице и политичког естаблишмента Дамаска, преко лидерских амбиција ривалске Хашемитске породице, до веровања либанске маронитске хришћанске заједнице да египатски план неће захтевати одустајање од будуће независности. Између 25. септембра и 8. октобра 1944. године, лидери Ирака, Сирије, Саудијске Арабије, Либана, Трансјордана, Јемена и палестинске арапске заједнице састали су се у Александрији, у Египту, на састанку који је организовала египатска влада, а који је завршен споразумом познатим као „Александријски протокол“.

### Врхунац под египатским вођством
После Другог светског рата, Гамал Абдел Насер, вођа Египта, био је значајан играч у успону арапског национализма. Противећи се британској контроли над зоном Суецког канала и, забринут да би Египат могао постати поприште Хладног рата, Насер се залагао за колективни арапски пакт о безбедности у оквиру Арапске лиге. Кључни аспект овога била је потреба за економском помоћи која није зависила од мира са Израелом и успостављања америчких или британских војних база у арапским земљама. Насер је национализовао Суецки канал и директно оспорио доминацију западних сила у региону. Истовремено је отворио Египат као зону Хладног рата, примајући помоћ и пошиљке оружја из земаља совјетског блока које нису биле зависне од уговора, база и мировних споразума. Међутим, због конотација о доминацији Хладног рата у региону, Египат је такође добијао помоћ од Сједињених Америчких Држава, које су настојале да промовишу новонастали арапски национализам као препреку комунизму.
Гамал Абдел Насер је био главни присталица алжирског покрета за независност, чија је мешавина арапског национализма и револуције привлачила Арапе у Северној Африци. Пружио је финансијску, дипломатску и војну подршку Националном ослободилачком фронту и основао алжирску привремену владу у Каиру. Ово је одиграло главну улогу у одлуци Француске да покрене рат против њега током Суецке кризе 1956. године. Албер Ками је у есеју под насловом „Алжир 1958“ тврдио да је алжирски национализам уско повезан са насеризмом и панарабизмом. Алжирски председник Хуари Бумедијен, који је водио арапско-социјалистичку и панарабистичку политику, саставио је нови алжирски устав 1976. године којим је проглашено да је „јединство арапског народа записано у заједници судбина тих људи. Када се стекну услови за јединство засновано на ослобођењу народних маса, Алжир ће се ангажовати у промоцији формула уједињења, интеграције или фузије које могу у потпуности одговорити на легитимне и дубоке тежње арапског народа“. Као и његов претходник Ахмед Бен Бела, наметнуо је арапски социјализам као државну идеологију и прогласио ислам државном религијом, међутим, био је одлучнији од Бен Беле у спровођењу арабизације како би се преокренула француска колонизација, посебно између 1970. и 1977. године.
Питање Палестине и противљење ционизму постало је тачка окупљања арапског национализма, како са верске, тако и са војне перспективе. Чињеница да су ционисти били Јевреји промовисала је религиозни укус ксенофобичној реторици и ојачала ислам као кључну карактеристику арапског национализма. Понижавајући пораз у Арапско-израелском рату 1948. године ојачао је одлучност Арапа да се уједине у корист панарапског националистичког идеала. Са оживљавањем палестинског националистичког покрета, расправљало се о томе да ли ће панарапско јединство довести до уништења Израела (став који је заступао Арапски националистички покрет) или о томе да ли ће уништење Израела довести до панарапског јединства (став који је заступао Фатах).
Панарабизам је у почетку био секуларни покрет. Арапски националисти су генерално одбацивали религију као главни елемент политичког идентитета и промовисали јединство Арапа без обзира на секташки идентитет. Међутим, чињеница да су већина Арапа били муслимани, неки су користили као важан градивни блок у стварању новог арапског националног идентитета. Пример за то је био Мишел Афлак, оснивач Баас партије у Сирији 1940-их, заједно са Салахом ал-Дином ал-Битаром и Закијем ал-Арсузијем. Афлак, који је себе сматрао хришћанином, ислам је сматрао сведочанством „арапског генија“ и једном је рекао: „Мухамед је био оличење свих Арапа. Нека сви Арапи данас буду Мухамед.“ Пошто су Арапи достигли своју највећу славу ширењем ислама, ислам је виђен као универзална порука, као и израз секуларног генија арапских народа. Ислам је Арапима дао „славну прошлост“, која се веома разликовала од „срамне садашњости“. У ствари, проблеми арапског присуства били су зато што су се Арапи удаљили од свог „вечног и савршеног симбола“, ислама. Арапима је било потребно „васкрсење“ (баат на арапском). Након баасистичких војних удара у Ираку и Сирији 1960-их, баасисти су „врло мало допринели развоју свеарапског национализма, што је био његов првобитни разлог постојања “.
Још један пример повремене мешавине арапског национализма и исламског препородног расположења био је од Хасана ел-Бане, оснивача најраније и највеће препородне организације, Муслиманске браће. Док су се у теорији исламски препородитељи (на пример Сејид Кутб) неумољиво противили национализму као европском залађењу које има за циљ да ослаби исламско јединство, ал-Бана је „сматрао пренос власти на не-Арапе након прва четири 'Праведних халифа' правим разлогом за пад ислама“.
У међувремену, краљ Фајсал из Саудијске Арабије настојао је да се супротстави утицајима арапског национализма и комунизма у региону промовишући панисламизам као алтернативу. Позвао је на оснивање Муслиманске светске лиге, посећујући неколико муслиманских земаља како би заступао ту идеју. Такође се упустио у пропагандни и медијски рат са Насером.

### Жене и национализам
Жене су биле активне учеснице у националистичким мобилизацијама. Арапски национализам је постао прилика за жене да се појаве у јавним просторима који су традиционално били резервисани за мушкарце, не само као демонстранткиње већ и као оснивачице сопствених синдиката и организација. Један пример је Худа Шарави, која је марширала са другим женама током револуције 1919. године против Британаца, а затим је основала Египатску феминистичку унију. Исламски модернисти Мухамед Абдух и Џамал ал-Дин ал-Афгани, заједно са египатским судијом и интелектуалцем Касимом Амином, сматрају се претечама идеолошке дискусије о женама због њихових размишљања о улози жена у исламским реформама. Међутим, и саме жене су допринеле интелектуалним темељима идеологије објављивањем чланака у којима су износиле захтеве, попут проширења образовања, у часописима посвећеним арапској историји и култури. Хинд Навфал је основала први арапски женски часопис, Ал-Фатат, у Египту. Овај наслов је постао прамајка касније групе публикација које су постале познате као женски часописи.
У овом контексту, тврди се да је учешће жена коришћено као идеолошки инструмент од стране арапског национализма. Сматрани су „носиоцима нације“, јер нису само имали биолошку способност да рађају будуће генерације, већ је њихова сопствена припрема значила боље образовање за њихову децу. Прво је било последица стварања „матерналистичког оквира“ за националне и историјске симболе, који су саме жене усвојиле да би конструисале свој активизам. Нермин Алам предлаже термин „припитомљавање женске јавне храбрости“ како би се означило како је учешће жена смањено у имагинарном свету борбе за ограничавање њиховог преиспитивања хијерархија.
Жене су биле важне за покрет у односу на породичну јединицу. Али присуство жена у националистичким настојањима било је кључно с обзиром на то да је „изградња националне државе захтевала мобилизацију целокупног становништва, и мушкараца и жена“. Прво се може видети и у Палестини, где жене учествују у демонстрацијама против великог прилива ционистичких имиграната 1921. године, или са њиховим постепеним учешћем у алжирском рату за независност као медицинске сестре, куварице, па чак и ношење бомби. У јулу 1957. године, Џамили Бухиред је суђена због наводног бомбардовања кафића, у којем је унутра погинуло 11 цивила. Штавише, неколико аутора сматра да је женско политичко ангажовање неопходна димензија арапског национализма, јер је то, у суштини, „родни дискурс“. Заједница коју су замишљале националистичке групе у великој мери је зависила од статуса који су додељивали женама: модернистички националисти су сматрали њихово укључивање у јавни простор неопходном мером за постизање модерности, док су конзервативни националисти бранили своје традиционалне улоге као симбола исламске културе.
За модернисте између краја деветнаестог и почетка двадесетог века, статус жена у арапском друштву је виђен као симптом заосталости. Сходно томе, реинтерпретација исламских текстова предложена са оживљавањем арапске културе укључивала је и питање жена. То је било могуће пре него што је национализам постао директно супротстављен европском моделу. У том смислу, веза „идеалне арапске жене“ са концепцијама модерности учинила је жене „означивачима културних граница“. У складу са овом логиком била би дискусија о откривању жена, што је почетком двадесетог века Египат почео да користи као симбол напретка. Поред тога, туниске жене су први пут протестовале због његове употребе током 1920-их и 1930-их. Међутим, ова слика „није се много разликовала од слике трактора, индустријског комплекса или нове железнице у симболизацији модерног, развоја, напретка“. Њена вредност није била повезана ни са каквим појмом еманципације.
Питање жена постало је сложеније за решавање када је захтев за политичким учешћем жена морао да коегзистира са континуитетом традиције. Када је арапски национализам директно довео у питање западни културни утицај, поштовање арапских вредности од стране жена било је кључно да се разликују од Европе, или да не постану сличне Западу. Прво се може илустровати начином на који је употреба вела поново уведена као националистички симбол током Алжирског рата за независност, као одговор на снажну француску кампању против његове употребе током 1930-их. Неки аутори тврде да постоји веза између противљења вестернизацији и јачања домаћих улога у заштити арапског идентитета. Наџе Ал-Али и Бет Барон ово називају процесом родног дефинисања национализма, где је арапски националистички дискурс реплицирао најконзервативније концепције женствености. Пратећи ову логику, закони који су регулисали приватну сферу постали су строжи, односно пооштрени. Насупрот томе, ову тврдњу је нијансирао Дениз Кандијоти, аргументујући да је однос између ислама и женских права „политички конвергентан“ и да га не треба генерализовати нити поједноставити без одговарајућег проучавања сваког случаја.
Због тога је проширење политичких и економских права жена постигнуто под националистичким режимима, али је било мањкаво када је у питању преиспитивање њихових домаћих ограничења, као што су полигамија, развод и минимална старосна граница за брак. У Египту је Устав из 1956. године први пут у историји гарантовао женама право гласа, као и право на образовање и запослење. Насер је такође гарантовао економска права радничкој класи и сељаштву без обзира на пол. Алжирски устав је такође признао једнака права свим грађанима, али до 1984. године нису направљене никакве промене у законицима о личном статусу, а друштвени ставови према женама које се школују након основног нивоа или иду на посао били су рестриктивни. Повезан је феномен државног феминизма, који се односи на кооптирање женске агенде од стране државе како би се стекао политички легитимитет и ограничила мобилизација жена. Ово је била стратегија коју је користио Насер, који је забранио стварање аутономних организација и формулисао захтеве жена као питања социјалне заштите, што је довело до рецесије египатског феминистичког активизма.

### Опадање
Након пораза арапске коалиције од стране Израела током Шестодневног рата 1967. године, који је владајући арапски националистички лидер Насер назвао ал-Марака ал-Масирија (битка судбине), каже се да је арапски националистички покрет претрпео „неповратан“ пад ка „политичкој маргинализацији“.
Од средине 1960-их па надаље, покрет је додатно ослабљен фракцијским поделама и идеолошким унутрашњим сукобима. Раније про-Насеровски арапски националистички покрет јавно је напустио насеризам у корист марксизма-лењинизма и убрзо након тога се распао. Године 1966, Арапска социјалистичка партија Баас се поделила на ривалске фракције са седиштем у Багдаду и Дамаску.
Историчар Адид Давиша примећује да је пад популарности делимично последица елиминације многих политичких фактора који су распламсавали националистичке страсти у арапском свету током 1950-их и почетком 1960-их, док Фред Халидеј наводи „неуспех секуларне државе, у њеним економским, друштвеним и државотворним улогама, као и у спољној политици, што је довело до одбацивања национализма и повезаних идеја социјализма и револуције у већем делу арапског света“.
Други фактори који су наведени за пад укључују: регионалне везаности попут политике „Ирак на првом месту“ ирачког председника Абдул-Карима Касима, сумња у арапско јединство од стране мањинских група попут Курда у Ираку који нису били Арапи или шиитских Арапа у Ираку који су се плашили арапског национализма који је заправо био „сунитски пројекат“ за успостављање „сунитске хегемоније“, исламског препорода, који је растао како је арапски национализам опадао, а чији су исламистички следбеници били веома непријатељски настројени према национализму уопште, верујући да нема места у исламу, и недостатак интересовања покрета за плурализам, поделу власти, слободу политичког изражавања и друге демократске концепте који су могли да „оживе“ идеологију у тренутку њене слабости.
Међутим, Халидеј примећује колико су многе идеје и циљеви новонастајућих исламистичких покрета подсећали, па чак и изводили из програма ранијих, секуларних националиста. Он каже: „Исламистички покрети су били корисници и наследници секуларне националистичке агенде“.
У 21. веку, након Арапског пролећа, подршка арапским, па чак и већини локалних националистичких покрета, додатно је опала. Давиша наводи да је „небитност секуларног национализма за бриге двадесет првог века отворила пут све насилнијој конкуренцији између државе и политичког ислама за лојалност, као и за срца и умове арапских грађана“, сматрајући да арапски национализам нема никакву улогу у овој борби.

## Покушаји уједињења
Током 1940-их, владари попут Абдулаха I од Јордана и Нурија ел-Саида од Ирака настојали су да створе проширено арапско царство изграђено од мањих националних држава које су створене током мандатног периода. Абдулахов сан је био да буде краљ Велике Сирије, док је Саидов сан био о Федерацији плодног полумесеца. Међутим, ове тежње нису биле популарне и наилазиле су на сумњу у земљама које су желели да освоје. Стварање Арапске лиге и њено инсистирање на територијалном интегритету и поштовању суверенитета сваке државе чланице, атентат на Абдулаха и Револуција 14. јула ослабили су политичку изводљивост ових идеја.
Током већег дела 20. века, ривалство између Сирије и Насера у Египту око тога ко ће предводити унију поткопавало је напоре за формирање уједињене арапске државе. Године 1958, Египат и Сирија су се привремено ујединили и створили Уједињену Арапску Републику. Пратили су га покушаји да се у унију укључе Ирак и Северни Јемен. Управо ова вежба, док је неговала позицију Египта у центру арапске политике, довела је до слабљења Сирије.
Са Револуцијом 14. јула која се догодила у Ираку исте године, западне силе су се плашиле последица снажног арапског национализма у региону. Стране силе нису биле забринуте само због могућег ширења таквих револуционарних покрета у другим арапским државама, већ су биле забринуте и због губитка контроле и монопола над природним нафтним ресурсима региона. Међутим, због незадовољства хегемонијом Египта и након пуча у Сирији којим је на власт дошла радикалнија влада, Уједињена Арапска Република се распала 1961. године. Термин Уједињена Арапска Република наставио се користити у Египту до 1971. године, након Насерове смрти.
Још један неуспешан покушај уједињења догодио се 1963. године. Те године је арапска националистичка партија Баас дошла на власт у Сирији и Ираку и вођени су преговори о уједињењу две земље са Египтом. Споразум о уједињењу земаља је потписан 17. априла, али су се лидери Баас партије жалили на оно што су сматрали „покровитељским, малтретирајућим тоном“ египатског председника Насера и његово инсистирање на јединственој централизованој страначкој структури под његовим вођством. У Сирији су пронасеристи избачени из сиријске војске и владе. Као одговор, у Дамаску и Алепу су избили велики про-Насерови нереди, али су угушени, а 50 изгредника је убијено. Про-Насеров покушај пуча 18. јула 1963. у Сирији такође је завршен неуспешно. Стотине људи је убијено или рањено у покушају преузимања радио станице и војног штаба у Дамаску, а 27 побуњеничких официра је погубљено по кратком поступку. Насер се потом формално повукао из споразума о унији, осуђујући сиријске баасисте као „фашисте и убице“.
Године 1964, Египат, Ирак и Северни Јемен формирали су Јединствену политичку команду како би припремили постепено спајање у нову Уједињену Арапску Републику, међутим, оба пројекта су пропала 1966. и 1967. године. Муамер ел Гадафи је 1971. и 1972. године покушао да уједини Либију, Египат, Судан и Сирију како би формирао Федерацију Арапских Република. Ова лабава унија је трајала до 1977. године када се распала због политичких и територијалних спорова између руководстава република. Године 1974. Моамер ел Гадафи и Хабиб Бургиба покушали су своје две нације, Либију и Тунис, да формирају Арапску Исламску Републику. Бургиба је одбацио план због свог схватања јединства држава Магреба. Ово ће касније постати Арапска Магребска унија.
У октобру 1978. године, ирачки председник Ахмед Хасан ел Бакр почео је тесно да сарађује са сиријским председником Хафизом ел Асадом како би осујетио споразум из Кемп Дејвида. У Багдаду су потписали повељу за заједничку националну акцију која је предвиђала „најтешњи облик јединства“, укључујући „потпуно војно јединство“, као и „економско, политичко и културно уједињење“. Споразум о уједињењу две државе требало је да ступи на снагу у јулу 1979. године. Међутим, ирачки потпредседник Садам Хусеин се плашио да ће изгубити власт у корист Асада (који је требало да постане заменик лидера у новој унији) и приморао је ел Бакра на пензију под претњом насиља. Иако су преговори о јединству између Асада и Садама настављени након јула 1979. године, Асад је одбацио ирачке захтеве за потпуно спајање две државе и за хитно распоређивање ирачких трупа у Сирију. Уместо тога, Асад, можда у страху од ирачке доминације и новог рата са Израелом, залагао се за постепени приступ. Преговори о јединству су на крају обустављени на неодређено време, након наводног открића сиријске завере за свргавање Садама Хусеина у новембру 1979. године.